# Richard Dürr (Fussballspieler)
Richard Dürr (* 1. Dezember 1938 in St. Gallen; † 29. Mai 2014 in Lausanne) war ein Schweizer Fussballspieler.

## Laufbahn
Dürr begann seine Karriere als Fussballer beim SC Brühl St. Gallen, dessen Präsident sein Vater war. Nach zwei Jahren mit den Young Boys und dem Meistertitel 1960 wechselte er zu Lausanne und schliesslich zu Neuchâtel Xamax. 1965 eröffnete Dürr in der Nähe des Lausanner Bahnhofs eine Sportbar, die sich grosser Beliebtheit erfreute.
Zwischen 1962 und 1968 gehörte Dürr in 29 Länderspielen zu den Teamstützen der Schweizer Fussballnationalmannschaft. Er nahm an den Weltmeisterschaften in Chile 1962 und England 1966 teil. Bei Lausanne-Sports war er lange Penalty-Spezialist und Captain. Mit den Waadtländern wurde er einmal Meister und zweimal Cupsieger. Sein persönlicher Höhepunkt war der Viertelfinal im Cupsieger-Cup 1965 auswärts gegen West Ham United. Dürr erlag 2014 einem Krebsleiden im Alter von 75 Jahren.